# Отци на Църквата
Отци на Църквата са ранните християнски теолози и писатели на Църквата, които оказват голямо влияние върху по-късното богословие. Към тях не се причисляват авторите на Новия завет, макар че в определени периоди част от текстовете на Отците на Църквата са приемани за канонични.
Най-почитаните в православието отци на Църквата са Светите Три Светители: Василий Велики, Григорий Богослов, Йоан Златоуст , както и Атанасий Велики. Почитат се като отци и учители на Църквата още Антоний Велики, Григорий Нисийски, Епифаний Кипърски, Ефрем Сирин, Исидор Пелусиотски, Исаак Сирин, Йоан Дамаскин, Кирил Александрийски, Кирил Йерусалимски, Макарий Велики, Максим Изповедник. Тези светци се почитат като църковни отци и от Католическата църква.
Най-почитаните в Католическата църква отци на Църквата са Григорий Велики, Йероним Блажени, Августин Блажени и Амвросий Медиолански. Почитат се като отци и учители на Църквата още Ириней Лионски, Киприян Картагенски, Лъв Велики, Иларий Пиктавийски, Исидор Севилски. Тези светци се почитат като църковни отци и от Източноправославната църква.
След Великата схизма 1054 г., за отци на Църквата са признати само от Римската църква и други католически светци – Алберт Велики, Алфонсо Лигуори, Анселм Кентърбърийски, Антоний Падуански, Беда Достопочтени, Бернар от Клерво, Св. Бонавентура, Лаврентий Бриндизийски, Петър Канизий, Петър Хризолог, Петър Дамиани, Роберто Белармино, Тома Аквински, Франциск Салски и Хуан де ла Крус.
През 1970 г. папа Павел VI за пръв път вписва в този списък и жени: Катерина Сиенска и Тереза Авилска. През 1997 г. папа Йоан Павел II провъзгласява за Учител на църквата и Тереза от Лизио. През 2012 г. папа Бенедикт XVI добавя още две имена – на игуменката от XII век Хилдегард от Бинген и на Йоан Авилски.
Известните ранно-християнски теолози Дионисий Ареопагит, Тертулиан и Ориген се уважават, но не се смятат за отци на Църквата заради проблематичните им учения.